# Al-Baqillani
Al-Bāqillānī (nome completo: Abu Bakr Muḥammad ibn al-Ṭayyib al-Bāqillānī, in arabo أبو بكر محمد بن الطيب بن محمد بن جعفر بن قاسم، البصري، ثم البغدادي، ابن الباقلاني‎?); Bassora, 950 – Baghdad ?, 5 giugno 1013) è stato un teologo e giurista arabo.
Al-Bāqillānī - i cui laqab erano ʿImād al-Dīn ("Pilastro della Fede"), e Nāṣir al-Islām ("Protettore dell'Islam" - fu un teologo dogmatico (mutakallim) e faqīh musulmano sunnita malikita ash'arita
di vasta e consolidata fama.

Fu autore tra l'altro dei rinomati Sayf al-Sunna ("Spada della Sunna"), del Kitāb al-tamḥīd, e del Kitāb iʿjāz al-Qur'ān
Nato a Baṣra, passò la maggior parte della sua vita a Baghdad, e studiò Teologia islamica sotto la guida di due allievi di Abu al-Hasan al-Ash'ari, Ibn Mujāhid al-Ṭāʾī e Abū l-Ḥasan al-Bāhilī. Studiò anche Diritto islamico con i malikiti Abū ʿAbd Allāh al-Shīrāzi e Ibn Abī Zayd al-Qayrawānī. Dopo essersi perfezionato in teologia e giurisprudenza malikita, cominciò a insegnarle, secondo le linee dell'ash'arismo a Baghdad e in seguitò occupò l'alta funzione di Qāḍī al-qudāt nella capitale abbaside e a ʿUkbarā, una cittadina non distante da essa.
Al-Bāqillānī divenne molto popolare e partecipò a dispute e a dibattiti con i  igliori studiosi della sua epoca. Per il suo acume logico e per la sua prontezza nelle risposte anche non banali, il visir buwayhide Adud al-Dawla lo inviò alla corte bizantina a Costantinopoli e lì egli dibatté con studiosi cristiani alla presenza dell'Imperatore nel 981.
Morì nel 1013.
Sostenne la dottrina del miracolo apologetico come prova della profezia, la non-createzza del Corano, la possibilità dell'intercessione e la visione beatifica di Allah.
I due libri sono considerati opere classiche del sunnismo sull'interpretazione del Corano, sulla sua integrità testuale, sull'esistenza dei miracoli, sul credo islamico sunnita e sul Califfato.
Ibn Taymiyya chiamò al-Baqillani 'il miglior mutakallim ash'arita, senza rivali prima e dopo di lui'.

## Opere
Cinquantacinque opere gli sono attribuite, la maggior parte delle quali di taglio giuridico o teologico e molte scritte contro musulmani considerati eretici.
- Iʿjāz al-Qurʾān (L'inimitabilità del Corano)
- al-Intiṣār li-l-Qurʾān
- al-Taqrīb wa l-irshād al-ṣaghīr
- Kitāb tamḥīd al-awāʾil wa talkhīṣ al-dalāʾil .
- al-Inṣāf fī-mā yajibu iʿtiqāduhu wa lā yajūzu al-jahl bi-hi fī ʿilm al-kalām
- Manāqib al-aʾimma al-arbaʿa